# 109 до н. е.

## Події
- Консулами Римської республіки були обрані Марк Юній Сілан та Квінт Цецилій Метелл. Метелл здійснив експедицію до Африки, реорганізував армію. Йому вдалося розгромити нумідійського царя Югурту в боях Югуртинської війни. Тим часом Сілан бився проти племені кімврів у Цізальпійській Галлії, де зазнав поразки.
- Похід китайців в Північну Корею. Облога столиці Чаосяні.
- Фарнаджом став 4-м царем Грузії.

### Астрономічні явища
- 16 квітня. Повне сонячне затемнення.[1]
- 10 жовтня. Кільцеподібне сонячне затемнення.[1]

## Народились
- Спартак — вождь найбільшого повстання рабів в античному світі.

## Померли
- Міріан I — цар Грузії у 159—109 роках до н. е.